# Lana milesia
Con il termine lana milesia si indicava, nell'antichità, il panno di lana, prodotto dagli artigiani di Mileto città Greca dell'Asia Minore. Da qui il nome lane milesie.
Questo genere di prodotti erano considerati di notevole pregio, ed estremamente apprezzati sia in Grecia che nelle colonie, particolarmente a Sibari. Per il loro alto valore erano viste come status di ricchezza e raffinatezza.
(Publio Virgilio Marone)